# Bečov (Blatno)
Bečov (deutsch Petsch) ist ein Ortsteil der Gemeinde Blatno in Tschechien.

## Geographie
Bečov befindet 7,5 Kilometer nordwestlich des Stadtzentrums von Chomutov im böhmischen Teil des Erzgebirges am südlichen Fuß des Nad Vodárnou (768 m). Im Süden erhebt sich der Klenovec (Klingerberg, 757 m) und im Westen der Chlum (Ahrenberg, 754 m). Westlich des Dorfes liegt das Tal der Kamenička (Neuhauser Flößbach), einen Kilometer gegen Nordwesten die Talsperre Kamenička und 2,5 Kilometer südwestlich die Talsperre Křimov. Südlich befindet sich das Tal des Flusses Chomutovka.
Nachbarorte sind Kalek und Zákoutí im Norden, Radenov im Nordosten, Blatno im Osten, Hrádečná im Südosten, První Dolský Mlýn, Druhý Dolský Mlýn, Krásná Lípa und Domina im Süden, Třetí Dolský Mlýn, Suchdol und die Wüstung Stráž im Südwesten, die Wüstung Menhartice im Westen sowie Nový Dům im Nordwesten.

## Geschichte
Das Dorf wurde vermutlich im 13. Jahrhundert angelegt. Bei den von Antonín Profous angegebenen ersten schriftlichen Erwähnungen des Dorfes Betschou aus den Jahren 1207 und 1209 als Besitz des Klosters Osek handelt es sich offensichtlich um eine Verwechslung von Bečov im Okres Most. Petsch gehörte seit dem 13. Jahrhundert zur Herrschaft Komotau und wurde nach dem Freikauf der Stadt aus der Untertänigkeit im Jahre 1605 an die Herrschaft Rothenhaus angeschlossen. In der berní rula von 1654 sind für Petsch 14 Anwesen, eine Mühle und eine Schenke ausgewiesen. 
In den Jahren 1774 bis 1775 wurde in der Ortsmitte am Teich die barocke Kapelle Maria Schnee errichtet. Der große Bau mit zwei Glocken wurde 1821 erweitert, 1860 erhielt er eine neue Orgel. 1964 wurde die Kapelle abgebrochen.
1834 lebten in den 16 Häusern des Ortes 134 Menschen. Nach der Aufhebung der Patrimonialherrschaften bildete Petsch/Bečov ab 1850 einschließlich der Zweiten Grundmühle sowie der Gröllmühle eine politische Gemeinde im Gerichtsbezirk Komotau bzw. Bezirk Komotau. 1895 wurde durch die Administration der Rothenhauser Güter die Straße von Petsch ins Grundtal errichtet. Zwischen 1899 und 1904 entstand im Tal des Neuhauser Flößbaches an der Stelle der Gröllmühle die Talsperre Komotau. Die Bewohner des Dorfes lebten zumeist von der Viehzucht und der Landwirtschaft, die wegen der rauen klimatischen Verhältnisse an der Südkippe des Erzgebirges wenig ertragreich war. Andere verdienten sich ihren Lebensunterhalt durch Lohnarbeit im Forst. Pfarr- und Schulort war Platten. Nach dem Münchner Abkommen wurde die Gemeinde 1938 dem Deutschen Reich zugeschlagen und gehörte bis 1945 zum Landkreis Komotau. 1939 hatte die Gemeinde 123 Einwohner. Nach dem Ende des Krieges kam Bečov zur Tschechoslowakei zurück und die deutschen Bewohner wurden vertrieben. Zum 1. Januar 1950 wurde Bečov nach Blatno eingemeindet. Zwischen 1953 und 1958 entstand südwestlich von Bečov die Talsperre Křimov. Die Abwanderung setzte sich fort. Die 18 Häuser des Dorfes werden als Ferienhäuser und im Jahre 2001 acht zu Wohnzwecken genutzt.

## Entwicklung der Einwohnerzahl
| Jahr | Einwohnerzahl |
| ---- | ------------- |
| 1869 | 145           |
| 1880 | 156           |
| 1890 | 175           |
| 1900 | 281           |
| 1910 | 147           |

| Jahr | Einwohnerzahl |
| ---- | ------------- |
| 1921 | 145           |
| 1930 | 137           |
| 1950 | 51            |
| 1961 | 60            |
| 1970 | 35            |

| Jahr | Einwohnerzahl |
| ---- | ------------- |
| 1980 | 12            |
| 1991 | 9             |
| 2001 | 23            |
| 2011 | 37            |

## Sehenswürdigkeiten
- Verfallene Kapelle am Ortsausgang nach Blatno
- Talsperre Kamenička, nordwestlich des Ortes
- Talsperre Křimov, südwestlich des Ortes
- Naturpark Bezručovo údolí (Grundtal) der Chomutovka mit den Ruinen der drei Grundmühlen
- Gedenkstein für Petr Bezruč an der První Dolský Mlýn
- Reste der Burg Hausberk, südlich von Bečov über der Chomutovka